# Kim Eun-jung (curlingspeelster)
Kim Eun-jung (Uijeongbu, 29 november 1990) is een Koreaanse curler.

## Biografie
Op de Olympische Winterspelen 2018 versloeg Kim met haar team toplanden als Canada en Zweden. In de voorrondes behaalden ze liefst acht maal de winst. In de finale legde Zuid-Korea het af tegen Zweden. Op het WK van 2022 haalde het team rond Kim de finale, die verloren werd van Zwitserland.